# Boxer (zbraň)

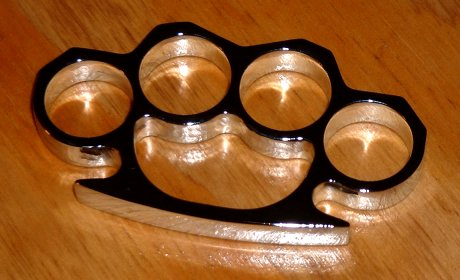
Klasický boxer

Boxer je poměrně primitivní zbraň vytvořená spojenými ocelovými prsteny. Zvyšuje ničivost úderu pěsti, kterou také částečně chrání a zpevňuje. Její výhodou je nenápadnost. Používána je zejména v pouličních bitkách. Funkční princip boxeru spočívá v tom, že zmenšuje úderovou plochu, čímž se při úderu zvyšuje míra způsobeného poranění a zároveň zvyšuje pravděpodobnost zlomení kosti.
I z průměrného rváče dokáže udělat nebezpečného protivníka. Silný úder může způsobit i smrt, obzvláště při zásahu do hlavy. Použití boxeru v obyčejné bitce může udělat z bitkaře vraha, protože nedokáže odhadnout sílu úderu. Boxery často způsobují charakteristické poranění – malé, lokální rovnoběžné pohmožděniny. V provedení s ostny mohou snadno způsobit také tržné či bodné rány. Tržné rány se špatně hojí a zůstávají po nich jizvy, protože tkáň neřezají jako např. nože, ale trhají.
Dalším kladem (z pohledu útočníka) je to, že poskytuje ochranu útočníkovým kloubům a ten se tudíž nebojí udeřit silněji.
Nevýhodou boxeru je, že zaměstnává zápěstí. Pokud na útočníka s boxerem vytáhne napadený např. nůž, nemůže útočník paži zachytit a bude se proti noži hůře bránit. Jsou známy případy, kdy při pouliční bitce někdo použil boxer a poté, co byl zpacifikován, mu bylo na dlaň s navlečeným boxerem dupnuto, což mělo za důsledek rozdrcení prstů a kůstek s trvalými následky.
Tato zbraň je velmi zákeřná a její použití je v pouličních bitkách často považováno za nečestné. V řadě zemí jde o zakázanou zbraň.
V minulosti se boxer kombinoval i s tělem revolveru, díky čemuž šlo k vytvoření velmi zákeřné zbraně.
Hojně byl boxer využíván americkými vojáky v 1. a 2. světové válce a válce ve Vietnamu. K vidění je i kombinace boxeru s nožem.
V Česku jsou boxery volně prodejné svéprávným osobám starším 18 let. Jsou ale považovány za zbraň, pro jejíž používání platí ustanovení o nutné obraně a krajní nouzi (Trestní zákoník, zákon č. 40/2009 Sb., § 28 a 29).